# دراجة أحادية

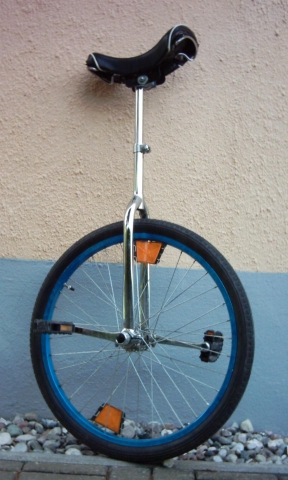
دراجة أحادية الإطار

الدراجة الأحادية (بالإنجليزية: unicycle)‏ هي مركبة ذات إطار واحد تحرّك بالطاقة البشرية، وهي تشبه إلى حد كبير الدراجة العادية لكن أقل تعقيدًا منها وتتكون الدراجة من عدة أجزاء رئيسية: العجلة (التي تضم الإطار، الأنبوب، الحافة، الأسلاك، المحور المركزي) والسواعد، دواسات الإطار والسرج ومقعد الدراجة .